# Кива, Ия Яновна
Ия Кива (укр. Ія Ківа; 4 мая 1984, г. Донецк, УССР, СССР) — украинская поэтесса, переводчица, журналистка, критик. Автор книг «Подальше от рая», «Перша сторінка зими» (на украинском). Член Украинского ПЕН-клуба.

## Биография
Родилась 4 мая 1984 в городе Донецке. Окончила филологический факультет Донецкого национального университета им. Василия Стуса по специальности «Русский язык и литература», «Культурология». Также изучала графический дизайн. Из-за российско-украинской войны летом 2014 переехала в Киев.
Пишет на русском и украинском языках. На украинском начала писать с началом войны. Стихи, переводы и рецензии печатались в украинской и зарубежной периодике, в антологиях Ukraińskа nadzieja, «Антологія молодої української поезії III тисячоліття» и др. Автор поэтических сборников «Подальше от рая» (2018) и «Перша сторінка зими» (2019). Стихи переводились на английский, польский, литовский, французский, украинский, чешский, румынский, словенский, тамильский, хинди, русский, белорусский, болгарский, испанский, финский, итальянский, греческий, португальский, венгерский, датский, казахский, китайский, словацкий, идиш, немецкий, хорватский, грузинский и др. Отдельной книгой переводы вышли в Болгарии — «Свидетель безымянности» (на болгарском — «Свидетел на безименност»; издательство «Знаци», 2022; переводчик — Денис Олегов).
Переводчица романа Марии Галиной «Автохтоны» на украинский язык (2016), сопереводчица поэтического сборника Лесика Панасюка «Крики рук» на русский язык (2018). Переводит современных украинских поэтов на русский язык (Сергея Жадана, Олега Коцарева, Юлию Стаховскую, Елену Гусейнову и др.), также переводит белорусскую и польскую поэзию, эссеистику на украинский и русский языки. Как переводчица и редактор детских книг с английского на украинский язык сотрудничает с программой «Пижамная библиотечка» (PJ Library).
Лауреат ряда международных и украинских фестивалей и конкурсов, в том числе международного фестиваля поэзии «Эмигрантская лира» (2016, Бельгия) и международного поэтического конкурса «Гайвороння» (2019, Украина). Лауреат премии им. Юрия Каплана (2013, Украина), литературного конкурса издательства «Смолоскип» (2018, IV премия, Украина), переводческой премии «Metaphora» (2018, Украина) и др. Входила в лонг-лист премий «Дебют» в номинации «Поэзия» (2015) и «Белла» (2015) и др. Победительница II поэтического турнира и лауреат имени Нестора Летописца (2019), победительница конкурса и лауреат переводческой премии Metaphora (2020).
Книга «Подальше от рая» вошла в список лучших книг 2018 года по версии Украинского ПЕН-клуба. Поэтический сборник «Перша сторінка зими» получил специальную премию «ЛитАкцент-2019» и вошёл в список лучших книг 2019 года по версии Украинского ПЕН-клуба. Книга «Ми прокинемось іншими» вошла в список самых важных нон-фикшен книг по версии The Village Ukraine и список лучших книг 2021 года по версии Украинского ПЕН-клуба
Участница поэтических мероприятий, национальных и международных фестивалей в Украине, Беларуси, Польше, Бельгии, Финляндии, США, Германии, Эстонии, Латвии, Греции, Италии, Грузии.
Украинский композитор Алла Загайкевич написала на стихи Ии Кивы произведение Sign of presens (премьера — 06.02.2022 на фестивале ECLAT Festival / Musik der Jahrhunderte в Штутгарте (Германия), исполнительница — Виктория Витренко; украинская премьера — на фестивале Contrasts International Festival of Contemporary Music во Львове (2022).
В мае 2022 года в Национальном театре имени Михая Эминеску в Молдове состоялась премьера театральной постановки на стихи украинских, молдавских и румынских поэтов REQUIEM PENTRU BUCEA/Реквием по Буче. В спектакле были использованы румынские переводы стихов Лесика Панасюка, Бориса Гуменюка, Ии Кивы, Григория Семенчука и Анастасии Афанасьевой.
Цитаты из стихотворений Сергея Жадана, Наталки Белоцерковец, Юлии Мусаковской, Ии Кивы, Васыля Махно, Юрия Завадского стали частью проекта 'Stuck in Between' (2022) нидерландского графического дизайнера Juliët Nijland, сделавшей книгу-лес о том, что чувствуют люди во время войны.
В ноябре 2022 года в Берлине на фестивале Zebra poetry film festival была презентована видеопоэтическая анимация Symptoms Михаила Суховецкого на стихотворение Ии Кивы "есть ли у нас в кране горячая война… ".
В декабре 2022 года стихотворение «есть ли у нас в кране горячая война…» (англ. «is there hot war in the tap») в английском переводе Кэтрин Е. Янг было номинировано на премию The Pushcart Prize.
Стипендиатка программы Министра Культуры Польши Gaude Polonia (2021), программы поддержки писателей от Дартмутского колледжа (2022), программы Documenting Ukraine (Австрия, 2022). Участница литературной резиденции «Гнездо» (The Nest Residency) в селе Витачов Киевской области (2022), Stiftung Genshagen (Німеччина, 2022).
Как переводчица участвовала в международных переводческих семинарах Cities of translators digital — проект программы Немецкого переводческого фонда TOLEDO при поддержке Министерства иностранных дел ФРГ (онлайн, 2020) и Tłumacze bez granic (рус. «Переводчики без границ»; 2021, Войновице, Польша).

## Творчество и публикации
Автор поэтических сборников «Подальше от рая» (2018, билингвальный), «Перша сторінка зими» (2019). Стихи и переводы публиковались в изданиях «Воздух», «Крещатик», «Волга», «Интерпоэзия», «Новая юность», «Ф-письмо», «Цирк „Олимп“+TV», TextOnly, «Флаги», «Нова Польща», «Лиtеrrатура», «Двоеточие», Asymptote, Poem, «Єґупець», альманахе «Артикуляция», на сайтах Soloneba, Litcentr, «полутона» и др. Рецензии печатались в журналах «Новый мир», «Воздух», «Критика», всеукраинской газете «День», онлайн-издании Kyiv Daily и др.
С украинского языка на русский переводила поэзию Сергея Жадана, Олега Коцарева, Юлии Стаховской, Елены Гусейновой, Ани Хромовой, Галины Крук, Оксаны Луцишиной, Лесика Панасюка и др.
С белорусского на русский переводила поэзию Юли Тимофеевой и Анны Комар, с белорусского на украинский переводила стихи Юли Тимофеевой, Кристины Бандуриной, Артура Комаровского, Тацяны Сапач, Ольги Злотниковой и др.
С польского на русский переводила стихотворения Тадеуша Ружевича, Камилы Яняк, Катажины Сльёнчки, с польского на украинский переводила поэзию Виславы Шимборской, Марцина Светлицкого, Катажины Сльёнчки, Паулины Пидзик, Кристины Милобендзкой, Юстины Куликовской , Евы Липской, Илоны Витковской и др.
С русского на украинский переводила поэзию Дмитрия Строцева, Вениамина Блаженного, Ганны Отчик, также перевела эссе Альгерда Бахаревича «Последнее слово детства. Фашизм как воспоминание».
Как журналистка сотрудничала с изданиями Cultprostir, Artmisto, «Левый берег», блогом Yakaboo, «ШО», сайтом Pen Ukraine, сотрудничает с газетой «День», изданиями Kyiv Daily, «Читомо» и др.

## Гражданская позиция
В июне 2018 поддержала открытое письмо деятелей культуры, политиков и правозащитников с призывом к мировым лидерам выступить в защиту заключенного в России режиссёра Олега Сенцова и других политических заключённых.

### Поэзия
- Подальше от рая. — Киев: Каяла, 2018. — 86 с. (на русском и украинском языках)
- Перша сторінка зими. — Київ: Дух і Літера, 2019. — 72 с. (на украинском языке)[32]
- Свидетел на безименност — Бургас: Знаци. 2022. — 116 с. (на болгарском языке в переводе Дениса Олегова)[33][34]
- Чорні ружі часу / Czarne róże czasu. /Przełożyła na polski Aneta Kamińska — Seiny: Pogranicze, 2022. — 60 с. (билингвальный сборник, перевод на польский Анеты Каминской; серия «Перед лицом войны»)

### Антологии
украинские
- Порода. Антологія українських письменників Донбасу. /Упор. В. Білявський, М. Григоров. — К.: Легенда, 2017. — 384 с.
- Антологія молодої української поезії ІІІ тисячоліття. /Упор. М. Лаюк. — Київ: А-ба-ба-га-ла-ма-га, 2018[35].
- Ukraińska Nadzieja. Antologia poezji. — Warszawa — Szczecin: Fundacja NASZ WYBÓR i Wydawnictwo FORMA, 2017. — 200 str.
- Поетичне метро. /Упор. Ю. Бережко-Камінська. — К.: Самміт-Книга, 2020[36].
- Антологія молодої українскої поезії «РИМОВА. ДО 30+» (Київ, 2021)
- Читання молодого міста (Львів, 2021)
- Війна 2022: щоденники, есеї, поезія. /Упор. В. Рафєєнко. — Львів: Видавництво Старого Лева, 2022. — 440 с.

переводные
- Invasion: Ukrainian Poems about the War. /Edited by Tony Kitt; Translated from Ukrainian by Anatoly Kudryavitsky. — Dublin, Ireland: Survision Books. — 2022.
- Under Ukrainas öppna himmel. Röster ur ett krig: En litterär antologi./Red. Mikael Nydahl, Kholod Saghir. — Linderöd: Ariel förlag; Svenska PEN, 2022. — 288 sidor (в переводах на шведский язык)
- Sunflowers: Ukrainian Poems on War, Resistance, Hope and Peace. /Kalpna Singh-Chitnis. — USA: River Paw Press. — 2022. (в переводах на английский язык)
- Poeti d’Ucraina. /A cura di Alessandro Achilli e Yaryna Grusha Possamai. — Milano, Italia: Mondadori — 2022, 264 pagine. (в переводах на итальянский язык)
- Säe den Weizen, Ukraine: Lyrik zum Krieg aus der Ukraine und Georgien. — Berlin, Germany: KLAG Publishing house. — 2022. (украинская и грузинская поэзия о войне" в переводах на немецкий язык)
- Voices of Freedom: Contemporary Writing From Ukraine. — Winston-Salem, USA: 8th & Atlas Publishing. — 2022. (в переводах на английский язык Katherine Young, Amelia Mukamel Glaser и Yuliya Ilchuk).
- ATMINTIS UGNIS DEGUONIS. Iš mūsų laiko Ukrainos poezijos / Vertė Antanas A. Jonynas. — Vilnius, leidykla «Odilė». — 2022, 224 p. («Память огонь кислород. Украинская поэзия нашего времени» в переводах на литовский Антанаса Йонинаса)
- Ukrajina 2022.: pjesnički ljetopis rata. /Pripremila i prevela Alla Tatarenko. («Украина 2022: поэтическая летопись войны», 50 стихотворений 25 украинских поэтов и поэтесс в переводах Аллы Татаренко; хорватский)
- In the Hour of War: Poems from Ukraine /Edited by Carolyn Forché and Ilya Kaminsky. — Arrowsmith Press. — 2023, 114 p. (в переводах на английский язык).

### Переводы
- Тувія Дікман Оро. А що як… ну, можливо ж?.. /Пер. з англ. Ії Ківи. — К.: ДУХ І ЛІТЕРА, 2022. — 28 с., з іл. (PJ Library)
- Кріс Нейлор-Баллестерос. Валізка /Пер. з англ. Ії Ківи. — К.: ДУХ І ЛІТЕРА, 2022. — 32 с., з іл. (проєкт PJ Library)
- Елізабет Санебі та Лорел Моук. Для цуцика немає місця. /Пер. з англійської Ії Ківи. — PJ Library, 2022. — 32 с.
- Рита Ґолден Ґельман. Як цариця Естер врятувала свій народ. /Пер. з англійської Ії Ківи. — PJ Library, 2021. — 32 с.
- Вениамин Блаженный в переводах. — Минск: Новые Мехи, 2021. (переводы на украинский)
- Веніамін Блаженний. Світло мандрів і розлуки. — Київ: Дух і літера, 2021. — 160 с. (сопереводчица, вместе с Юлией Шекет и Наталией Бельченко)
- Дмитрий Строцев. Беларусь опрокинута / Беларусь перакуленая. — Минск: Новые Мехи, 2021. (переводы на украинский)
- Яель Молчадські. Крамар і пекар. /Пер. з англійської Ії Ківи. — PJ Library, 2021. — 32 с.
- Памела Меєр. Не чхай на весіллі. /Пер. з англійської Ії Ківи. — PJ Library, 2020. — 32 с.
- Ерік А. Кіммел. Ґершон і його чудовисько. /Пер. з англійської Ії Ківи. — PJ Library, 2020. — 32 с.
- Глорія Костер. Руті — Червоний Капелюшок. /Пер. з англійської Ії Ківи. — PJ Library, 2019. — 32 с.
- Лесик Панасюк. Крики рук. Стихотворения. /Пер. с украинского Дмитрия Кузьмина, Станислава Бельского, Ии Кивы, Владимира Коркунова, Екатерины Деришевой. — Харьков: kntxt, 2018. — 60 с.
- Марія Галіна. Автохтони. /Пер. з російської Ії Ківи. — Харків: Фоліо, 2016. — 352 с.

### Журналистика
- Ми прокинемось іншими: розмови з сучасними білоруськими письменниками про минуле, теперішнє і майбутнє Білорусі. — Чернівці : Книги — ХХІ, 2021. — 240 с.

### Эссеистика
- Що дасть нам силу? Есеї українських інтелектуалів на фокус-тему Українського ПЕН 2019/2020. — К.: Дух і Літера, 2021. — 208 с.

## Интервью
- «Сила маленьких шагов и бессилие как источник силы» Архивная копия от 1 марта 2022 на Wayback Machine // Газета «День», 05 января 2021
- #PEN_TEN: Интервью с Ией Кивой Архивная копия от 30 октября 2021 на Wayback Machine // Pen Ukraine, 08.04.2020, укр.
- Метафора эпохи больших перемен: Поэтесса, переводчица Ия КИВА — о первом сборнике стихотворений на украинском Архивная копия от 9 февраля 2021 на Wayback Machine, Газета «День», 09 января 2020
- Беженки в своей стране (интервью Игорю Померанцеву) Архивная копия от 4 декабря 2020 на Wayback Machine // Радио «Свобода», 13.09.2019
- Ия Кива в программе «Переплет» Архивная копия от 9 августа 2019 на Wayback Machine, 01.09.2018
- Опыт свидетеля Архивная копия от 1 марта 2022 на Wayback Machine // Газета «День», 07.09.2018
- Ия Кива о Донецке: Я не хочу впадать в «оптимизм памяти» Архивная копия от 30 сентября 2020 на Wayback Machine // Черноморская телерадиокомпания, 26.10.2018
- Интервью изданию Фокус Архивная копия от 22 февраля 2022 на Wayback Machine, 01.04.2016
- Ія Ківа: «Ні у формі війни, ні у формі мирного протесту вихід з теплих імперських „братських“ обіймів не буде легким» Архивная копия от 27 августа 2021 на Wayback Machine //Лівий берег, 22.08.2021
- // OM Talk #3, 2021
- Как и где мне жить не будут решать переодетые военные из соседнего государства Архивная копия от 19 февраля 2022 на Wayback Machine // МЖМ, 2021
- «Повернути собі голос» (про книжку «Ми прокинемось іншими: розмови з сучасними білоруськими письменниками про минуле, теперішнє і майбутнє Білорусі») Архивная копия от 19 февраля 2022 на Wayback Machine // газета «День», 03.02.2022
- «Беларуская мова — як украінская, да якой дадалі магутную бас-калонку» Архивная копия от 19 февраля 2022 на Wayback Machine // Сойка, февраль 2022